# Ливены
Ли́вен (нем. Lieven) — род остзейского дворянства, бароны и светлейшие князья Ливен.
Графиня Шарлотта Ливен, как воспитательница дочерей императора Павла I была возведена (1826) в княжеское достоинство, её потомки носили титул светлейших князей. Их основной резиденцией был Мезотен на территории современной Латвии.

## Происхождение и история рода
По семейному преданию род происходил от жившего в XII веке ливского вождя Каупо (Каупе, Куббе). Каупо был старшиной ливов, который одним из первых принял христианство в Лифляндии вследствие проповеди Мейнгарда (1186). По легенде, Каупо ездил в Авиньон послом от рижского епископа Альберта к папе Иннокентию III, утвердившему его в дворянском достоинстве (1202), с прозванием Ливе. Внук Каупе, Николай, по семейному преданию, стал называться Ливеном.
Первым документально зафиксированным представителем рода является живший (1269) в Риге Герардус Ливо. Рейнгольд Ливен, эзельский губернатор, возведён вместе с братом Берендсом-Отто в баронское Шведского королевства достоинство (1653). Сын Берендса-Отто, барон Ганс Генрих (швед. Hans Henrik von Liewen den äldre; 1664—1733), генерал-лейтенант шведской службы (1714), вице-губернатор Эстляндии (1710), находился в Османской империи (1713) вместе с королём Карлом XII, став его доверенным лицом, после возвращения в Швецию (1714) назначен главой Адмиралтейства и главнокомандующим военно-морским флотом Швеции, руководителем Штатс-конторы и Камер-конторы, член Государственного совета Швеции (с 1719). Его сын, Ганс Генрих-мл. (швед. Hans Henrik von Liewen den yngre; 1704—1781), генерал-лейтенант шведской службы (1756), член Государственного совета Швеции (с 1760), генерал-губернатор Померании и о. Рюген (1766—1772), маршал шведского королевского двора (с 1772).
Из потомков барона Рейнгольда многие состояли на русской службе.
Барон Иоганн-Христофор (Иван Романович) был при Екатерине II губернатором в Архангельске, а при Павле I — генералом от инфантерии. Он был из курляндской ветви этой фамилии, из которой вышли графы Римской империи (ныне угасшие) и русские светлейшие князья Ливен. Последние ведут своё происхождение от барона Отто-Генриха (1726—1781), генерал-майора, женатого на Шарлотте Карловне, урожденной баронессе Гаугребен (1742—1828), которая по смерти своего мужа назначена была воспитательницею великих княжон, дочерей Павла Петровича, а впоследствии и великих князей Николая и Михаила Павловичей. Она получила звание статс-дамы (1794), пожалована графским достоинством (1799) и в княжеское достоинство с титулом светлости (1826). Как вспоминал граф Е. Ф. Комаровский,

Мне приятно было почтеннейшей и всеми уважаемой графине Ливен самому вручить браслеты с портретом императора, осыпанные крупными бриллиантами, и объявить ей, что она и всё её потомство возведены на степень князей, с титулом светлости, ибо грамоту на сие достоинство не имели времени ещё изготовить.
Старший сын её, князь Карл Андреевич, участвовал в шведской войне (1789—1790), состоял адъютантом при князе Потёмкине, при Павле I был военным губернатором в Архангельске. В 1819 году, после продолжительной отставки, назначен куратором дерптского учебного округа, а с 1828 до 1833 год был министром народного просвещения.
Внук Карла Ливена — Андрей Александрович — статс-секретарь и сенатор. Родился в 1839 году; в 1859 году, окончив курс в московском университете, служил сначала по ведомству министерства внутренних дел. С 1872 года состоял при графе Валуеве товарищем министра государственных имуществ, а в 1877—1881 годах был преемником его по управлению этим министерством. При Андрее Александровиче продажа башкирских земель была приостановлена; задуманы и частью начаты различные преобразования по управлению.

Второй сын княгини Шарлотты Карловны — князь Христофор Андреевич (1777—1838) — генерал-адъютант Павла I, был близок к Александру I, при котором находился во время Аустерлицкого боя и в Тильзите; с 1809 года был послом в Берлине, а с 1812 года — в Лондоне (до 1834), назначен членом Государственного совета и попечителем цесаревича наследника, сопровождая последнего в путешествии, умер в Риме. 
Жена его Доротея (Дарья Христофоровна, 1784—1857), урожденная Бенкендорф, в Петербурге славилась своим салоном, а в Лондоне её дом служил центром дипломатического мира. В 1839 года она поселилась в Париже, который покидала только в 1848 году и на время Крымской войны. В Париже её салон соперничал с салоном г-жи Рекамье; поклонник последней, Шатобриан, сильно восставал против княгини Ливен в своих «Замогильных записках». Княгиню Дарью Христофоровну называли Эгерией Гизо. Она старалась действовать на французское правительство в интересах России и в строго консервативном духе; под конец жизни поддалась влиянию католических патеров. Она оставила отрывки из своих записок и огромную корреспонденцию. В печати появились «Correspondence of Princesse Lieven and Earl Grey», изд. Guy le Strange (London, 1890—1891);
Из старшей, баронской линии рода Ливен более известен барон Вильгельм Карлович — генерал-адъютант († 1880); окончил курс в дерптском университете участвовал в войне (1828—1829 и 1830—1831). Отправлен в Константинополь с генерал-адъютантом графом Орловым по поводу распрей, возникших между Турциею и Египтом (1833), а затем послан в Малую Азию для наблюдения за отступлением оттуда египетских войск и для собрания сведений об этом, тогда очень мало известном крае. Назначен генерал-квартирмейстером главного штаба (1855), лифляндским, эстляндским и курляндским генерал-губернатором (1861), член Государственного совета (1863).

## Известные представители рода
|                                       |                                       |                                       |                                       |                                       |                                       |  |  |                                              |                                              |                                              |                                              |                                              |                                              |  |  |                                               |                                               |                                               |                                               |                                               |                                               |  |  |                                                       |                                                       |                                                       |                                                       |                                                       |                                                       |  |  |                                                                     |                                                                     |                                                                     |                                                                     |                                                                     |                                                                     |  |  |                                         |                                         |                                         |                                         |                                         |                                         |  |  |                                           |                                           |                                           |                                           |                                           |                                           |  |  |                                       |                                       |                                       |                                       |                                       |                                       |  |  |  |  |  |  |  |  |
|                                       |                                       |                                       |                                       |                                       |                                       |  |  |                                              |                                              |                                              |                                              |                                              |                                              |  |  |                                               |                                               |                                               |                                               |                                               |                                               |  |  | барон Генрих (? — 1654)                               |                                                       |                                                       |                                                       |                                                       |                                                       |  |  |                                                                     |                                                                     |                                                                     |                                                                     |                                                                     |                                                                     |  |  |                                         |                                         |                                         |                                         |                                         |                                         |  |  |                                           |                                           |                                           |                                           |                                           |                                           |  |  |                                       |                                       |                                       |                                       |                                       |                                       |  |  |  |  |  |  |  |  |
|                                       |                                       |                                       |                                       |                                       |                                       |  |  |                                              |                                              |                                              |                                              |                                              |                                              |  |  |                                               |                                               |                                               |                                               |                                               |                                               |  |  |                                                       |                                                       |                                                       |                                                       |                                                       |                                                       |  |  |                                                                     |                                                                     |                                                                     |                                                                     |                                                                     |                                                                     |  |  |                                         |                                         |                                         |                                         |                                         |                                         |  |  |                                           |                                           |                                           |                                           |                                           |                                           |  |  |                                       |                                       |                                       |                                       |                                       |                                       |  |  |  |  |  |  |  |  |
|                                       |                                       |                                       |                                       |                                       |                                       |  |  |                                              |                                              |                                              |                                              |                                              |                                              |  |  |                                               |                                               |                                               |                                               |                                               |                                               |  |  |                                                       |                                                       |                                                       |                                                       |                                                       |                                                       |  |  |                                                                     |                                                                     |                                                                     |                                                                     |                                                                     |                                                                     |  |  |                                         |                                         |                                         |                                         |                                         |                                         |  |  |                                           |                                           |                                           |                                           |                                           |                                           |  |  |                                       |                                       |                                       |                                       |                                       |                                       |  |  |  |  |  |  |  |  |
|                                       |                                       |                                       |                                       |                                       |                                       |  |  |                                              |                                              |                                              |                                              |                                              |                                              |  |  | барон Рейнгольд (? — 1694)                    | барон Рейнгольд (? — 1694)                    | барон Рейнгольд (? — 1694)                    | барон Рейнгольд (? — 1694)                    | барон Рейнгольд (? — 1694)                    | барон Рейнгольд (? — 1694)                    |  |  |                                                       |                                                       |                                                       |                                                       |                                                       |                                                       |  |  | барон Готтхард (? — 1703)                                           | барон Готтхард (? — 1703)                                           | барон Готтхард (? — 1703)                                           | барон Готтхард (? — 1703)                                           | барон Готтхард (? — 1703)                                           | барон Готтхард (? — 1703)                                           |  |  |                                         |                                         |                                         |                                         |                                         |                                         |  |  |                                           |                                           |                                           |                                           |                                           |                                           |  |  |                                       |                                       |                                       |                                       |                                       |                                       |  |  |  |  |  |  |  |  |
|                                       |                                       |                                       |                                       |                                       |                                       |  |  |                                              |                                              |                                              |                                              |                                              |                                              |  |  | барон Рейнгольд (? — 1694)                    | барон Рейнгольд (? — 1694)                    | барон Рейнгольд (? — 1694)                    | барон Рейнгольд (? — 1694)                    | барон Рейнгольд (? — 1694)                    | барон Рейнгольд (? — 1694)                    |  |  |                                                       |                                                       |                                                       |                                                       |                                                       |                                                       |  |  | барон Готтхард (? — 1703)                                           | барон Готтхард (? — 1703)                                           | барон Готтхард (? — 1703)                                           | барон Готтхард (? — 1703)                                           | барон Готтхард (? — 1703)                                           | барон Готтхард (? — 1703)                                           |  |  |                                         |                                         |                                         |                                         |                                         |                                         |  |  |                                           |                                           |                                           |                                           |                                           |                                           |  |  |                                       |                                       |                                       |                                       |                                       |                                       |  |  |  |  |  |  |  |  |
|                                       |                                       |                                       |                                       |                                       |                                       |  |  |                                              |                                              |                                              |                                              |                                              |                                              |  |  |                                               |                                               |                                               |                                               |                                               |                                               |  |  |                                                       |                                                       |                                                       |                                                       |                                                       |                                                       |  |  |                                                                     |                                                                     |                                                                     |                                                                     |                                                                     |                                                                     |  |  |                                         |                                         |                                         |                                         |                                         |                                         |  |  |                                           |                                           |                                           |                                           |                                           |                                           |  |  |                                       |                                       |                                       |                                       |                                       |                                       |  |  |  |  |  |  |  |  |
|                                       |                                       |                                       |                                       |                                       |                                       |  |  | барон Готтхард-Эрнст (1658—1732)             | барон Готтхард-Эрнст (1658—1732)             | барон Готтхард-Эрнст (1658—1732)             | барон Готтхард-Эрнст (1658—1732)             | барон Готтхард-Эрнст (1658—1732)             | барон Готтхард-Эрнст (1658—1732)             |  |  |                                               |                                               |                                               |                                               |                                               |                                               |  |  | барон Герхард-Эрнст (1665 — ок. 1750)                 | барон Герхард-Эрнст (1665 — ок. 1750)                 | барон Герхард-Эрнст (1665 — ок. 1750)                 | барон Герхард-Эрнст (1665 — ок. 1750)                 | барон Герхард-Эрнст (1665 — ок. 1750)                 | барон Герхард-Эрнст (1665 — ок. 1750)                 |  |  | барон Эберхард (1682—1755)                                          | барон Эберхард (1682—1755)                                          | барон Эберхард (1682—1755)                                          | барон Эберхард (1682—1755)                                          | барон Эберхард (1682—1755)                                          | барон Эберхард (1682—1755)                                          |  |  |                                         |                                         |                                         |                                         |                                         |                                         |  |  |                                           |                                           |                                           |                                           |                                           |                                           |  |  |                                       |                                       |                                       |                                       |                                       |                                       |  |  |  |  |  |  |  |  |
|                                       |                                       |                                       |                                       |                                       |                                       |  |  | барон Готтхард-Эрнст (1658—1732)             | барон Готтхард-Эрнст (1658—1732)             | барон Готтхард-Эрнст (1658—1732)             | барон Готтхард-Эрнст (1658—1732)             | барон Готтхард-Эрнст (1658—1732)             | барон Готтхард-Эрнст (1658—1732)             |  |  |                                               |                                               |                                               |                                               |                                               |                                               |  |  | барон Герхард-Эрнст (1665 — ок. 1750)                 | барон Герхард-Эрнст (1665 — ок. 1750)                 | барон Герхард-Эрнст (1665 — ок. 1750)                 | барон Герхард-Эрнст (1665 — ок. 1750)                 | барон Герхард-Эрнст (1665 — ок. 1750)                 | барон Герхард-Эрнст (1665 — ок. 1750)                 |  |  | барон Эберхард (1682—1755)                                          | барон Эберхард (1682—1755)                                          | барон Эберхард (1682—1755)                                          | барон Эберхард (1682—1755)                                          | барон Эберхард (1682—1755)                                          | барон Эберхард (1682—1755)                                          |  |  |                                         |                                         |                                         |                                         |                                         |                                         |  |  |                                           |                                           |                                           |                                           |                                           |                                           |  |  |                                       |                                       |                                       |                                       |                                       |                                       |  |  |  |  |  |  |  |  |
|                                       |                                       |                                       |                                       |                                       |                                       |  |  |                                              |                                              |                                              |                                              |                                              |                                              |  |  |                                               |                                               |                                               |                                               |                                               |                                               |  |  |                                                       |                                                       |                                                       |                                                       |                                                       |                                                       |  |  |                                                                     |                                                                     |                                                                     |                                                                     |                                                                     |                                                                     |  |  |                                         |                                         |                                         |                                         |                                         |                                         |  |  |                                           |                                           |                                           |                                           |                                           |                                           |  |  |                                       |                                       |                                       |                                       |                                       |                                       |  |  |  |  |  |  |  |  |
| барон Юрий Григорьевич (1696—1763)    | барон Юрий Григорьевич (1696—1763)    | барон Юрий Григорьевич (1696—1763)    | барон Юрий Григорьевич (1696—1763)    | барон Юрий Григорьевич (1696—1763)    | барон Юрий Григорьевич (1696—1763)    |  |  | барон Матвей Григорьевич (1698—1762)         | барон Матвей Григорьевич (1698—1762)         | барон Матвей Григорьевич (1698—1762)         | барон Матвей Григорьевич (1698—1762)         | барон Матвей Григорьевич (1698—1762)         | барон Матвей Григорьевич (1698—1762)         |  |  |                                               |                                               |                                               |                                               |                                               |                                               |  |  | барон Христофор-Рейнгольд (1706—1761)                 | барон Христофор-Рейнгольд (1706—1761)                 | барон Христофор-Рейнгольд (1706—1761)                 | барон Христофор-Рейнгольд (1706—1761)                 | барон Христофор-Рейнгольд (1706—1761)                 | барон Христофор-Рейнгольд (1706—1761)                 |  |  | барон Генрих Иоганн (1732—1815)                                     | барон Генрих Иоганн (1732—1815)                                     | барон Генрих Иоганн (1732—1815)                                     | барон Генрих Иоганн (1732—1815)                                     | барон Генрих Иоганн (1732—1815)                                     | барон Генрих Иоганн (1732—1815)                                     |  |  | барон Иван Романович (1736—1809)        | барон Иван Романович (1736—1809)        | барон Иван Романович (1736—1809)        | барон Иван Романович (1736—1809)        | барон Иван Романович (1736—1809)        | барон Иван Романович (1736—1809)        |  |  |                                           |                                           |                                           |                                           |                                           |                                           |  |  |                                       |                                       |                                       |                                       |                                       |                                       |  |  |  |  |  |  |  |  |
| барон Юрий Григорьевич (1696—1763)    | барон Юрий Григорьевич (1696—1763)    | барон Юрий Григорьевич (1696—1763)    | барон Юрий Григорьевич (1696—1763)    | барон Юрий Григорьевич (1696—1763)    | барон Юрий Григорьевич (1696—1763)    |  |  | барон Матвей Григорьевич (1698—1762)         | барон Матвей Григорьевич (1698—1762)         | барон Матвей Григорьевич (1698—1762)         | барон Матвей Григорьевич (1698—1762)         | барон Матвей Григорьевич (1698—1762)         | барон Матвей Григорьевич (1698—1762)         |  |  |                                               |                                               |                                               |                                               |                                               |                                               |  |  | барон Христофор-Рейнгольд (1706—1761)                 | барон Христофор-Рейнгольд (1706—1761)                 | барон Христофор-Рейнгольд (1706—1761)                 | барон Христофор-Рейнгольд (1706—1761)                 | барон Христофор-Рейнгольд (1706—1761)                 | барон Христофор-Рейнгольд (1706—1761)                 |  |  | барон Генрих Иоганн (1732—1815)                                     | барон Генрих Иоганн (1732—1815)                                     | барон Генрих Иоганн (1732—1815)                                     | барон Генрих Иоганн (1732—1815)                                     | барон Генрих Иоганн (1732—1815)                                     | барон Генрих Иоганн (1732—1815)                                     |  |  | барон Иван Романович (1736—1809)        | барон Иван Романович (1736—1809)        | барон Иван Романович (1736—1809)        | барон Иван Романович (1736—1809)        | барон Иван Романович (1736—1809)        | барон Иван Романович (1736—1809)        |  |  |                                           |                                           |                                           |                                           |                                           |                                           |  |  |                                       |                                       |                                       |                                       |                                       |                                       |  |  |  |  |  |  |  |  |
|                                       |                                       |                                       |                                       |                                       |                                       |  |  | барон Фридрих-Георг (1748—1800)              | барон Фридрих-Георг (1748—1800)              | барон Фридрих-Георг (1748—1800)              | барон Фридрих-Георг (1748—1800)              | барон Фридрих-Георг (1748—1800)              | барон Фридрих-Георг (1748—1800)              |  |  |                                               |                                               |                                               |                                               |                                               |                                               |  |  | барон Отто-Генрих (1726—1781)                         | барон Отто-Генрих (1726—1781)                         | барон Отто-Генрих (1726—1781)                         | барон Отто-Генрих (1726—1781)                         | барон Отто-Генрих (1726—1781)                         | барон Отто-Генрих (1726—1781)                         |  |  | св. княгиня Шарлотта Карловна (урожд. бар. Гаугребен) (1743—1828)   | св. княгиня Шарлотта Карловна (урожд. бар. Гаугребен) (1743—1828)   | св. княгиня Шарлотта Карловна (урожд. бар. Гаугребен) (1743—1828)   | св. княгиня Шарлотта Карловна (урожд. бар. Гаугребен) (1743—1828)   | св. княгиня Шарлотта Карловна (урожд. бар. Гаугребен) (1743—1828)   | св. княгиня Шарлотта Карловна (урожд. бар. Гаугребен) (1743—1828)   |  |  |                                         |                                         |                                         |                                         |                                         |                                         |  |  |                                           |                                           |                                           |                                           |                                           |                                           |  |  |                                       |                                       |                                       |                                       |                                       |                                       |  |  |  |  |  |  |  |  |
|                                       |                                       |                                       |                                       |                                       |                                       |  |  | барон Фридрих-Георг (1748—1800)              | барон Фридрих-Георг (1748—1800)              | барон Фридрих-Георг (1748—1800)              | барон Фридрих-Георг (1748—1800)              | барон Фридрих-Георг (1748—1800)              | барон Фридрих-Георг (1748—1800)              |  |  |                                               |                                               |                                               |                                               |                                               |                                               |  |  | барон Отто-Генрих (1726—1781)                         | барон Отто-Генрих (1726—1781)                         | барон Отто-Генрих (1726—1781)                         | барон Отто-Генрих (1726—1781)                         | барон Отто-Генрих (1726—1781)                         | барон Отто-Генрих (1726—1781)                         |  |  | св. княгиня Шарлотта Карловна (урожд. бар. Гаугребен) (1743—1828)   | св. княгиня Шарлотта Карловна (урожд. бар. Гаугребен) (1743—1828)   | св. княгиня Шарлотта Карловна (урожд. бар. Гаугребен) (1743—1828)   | св. княгиня Шарлотта Карловна (урожд. бар. Гаугребен) (1743—1828)   | св. княгиня Шарлотта Карловна (урожд. бар. Гаугребен) (1743—1828)   | св. княгиня Шарлотта Карловна (урожд. бар. Гаугребен) (1743—1828)   |  |  |                                         |                                         |                                         |                                         |                                         |                                         |  |  |                                           |                                           |                                           |                                           |                                           |                                           |  |  |                                       |                                       |                                       |                                       |                                       |                                       |  |  |  |  |  |  |  |  |
|                                       |                                       |                                       |                                       |                                       |                                       |  |  |                                              |                                              |                                              |                                              |                                              |                                              |  |  |                                               |                                               |                                               |                                               |                                               |                                               |  |  |                                                       |                                                       |                                                       |                                                       |                                                       |                                                       |  |  |                                                                     |                                                                     |                                                                     |                                                                     |                                                                     |                                                                     |  |  |                                         |                                         |                                         |                                         |                                         |                                         |  |  |                                           |                                           |                                           |                                           |                                           |                                           |  |  |                                       |                                       |                                       |                                       |                                       |                                       |  |  |  |  |  |  |  |  |
|                                       |                                       |                                       |                                       |                                       |                                       |  |  |                                              |                                              |                                              |                                              |                                              |                                              |  |  |                                               |                                               |                                               |                                               |                                               |                                               |  |  |                                                       |                                                       |                                                       |                                                       |                                                       |                                                       |  |  |                                                                     |                                                                     |                                                                     |                                                                     |                                                                     |                                                                     |  |  |                                         |                                         |                                         |                                         |                                         |                                         |  |  |                                           |                                           |                                           |                                           |                                           |                                           |  |  |                                       |                                       |                                       |                                       |                                       |                                       |  |  |  |  |  |  |  |  |
|                                       |                                       |                                       |                                       |                                       |                                       |  |  | барон Карл-Георг (1778—1836)                 | барон Карл-Георг (1778—1836)                 | барон Карл-Георг (1778—1836)                 | барон Карл-Георг (1778—1836)                 | барон Карл-Георг (1778—1836)                 | барон Карл-Георг (1778—1836)                 |  |  | св. князь Карл Андреевич (1767—1844)          | св. князь Карл Андреевич (1767—1844)          | св. князь Карл Андреевич (1767—1844)          | св. князь Карл Андреевич (1767—1844)          | св. князь Карл Андреевич (1767—1844)          | св. князь Карл Андреевич (1767—1844)          |  |  | св. князь Христофор Андреевич (1774—1839)             | св. князь Христофор Андреевич (1774—1839)             | св. князь Христофор Андреевич (1774—1839)             | св. князь Христофор Андреевич (1774—1839)             | св. князь Христофор Андреевич (1774—1839)             | св. князь Христофор Андреевич (1774—1839)             |  |  | св. княгиня Дарья Христофоровна (урожд. фон Бенкендорф) (1783—1857) | св. княгиня Дарья Христофоровна (урожд. фон Бенкендорф) (1783—1857) | св. княгиня Дарья Христофоровна (урожд. фон Бенкендорф) (1783—1857) | св. княгиня Дарья Христофоровна (урожд. фон Бенкендорф) (1783—1857) | св. княгиня Дарья Христофоровна (урожд. фон Бенкендорф) (1783—1857) | св. княгиня Дарья Христофоровна (урожд. фон Бенкендорф) (1783—1857) |  |  | св. князь Иван Андреевич (1775—1848)    | св. князь Иван Андреевич (1775—1848)    | св. князь Иван Андреевич (1775—1848)    | св. князь Иван Андреевич (1775—1848)    | св. князь Иван Андреевич (1775—1848)    | св. князь Иван Андреевич (1775—1848)    |  |  |                                           |                                           |                                           |                                           |                                           |                                           |  |  |                                       |                                       |                                       |                                       |                                       |                                       |  |  |  |  |  |  |  |  |
|                                       |                                       |                                       |                                       |                                       |                                       |  |  | барон Карл-Георг (1778—1836)                 | барон Карл-Георг (1778—1836)                 | барон Карл-Георг (1778—1836)                 | барон Карл-Георг (1778—1836)                 | барон Карл-Георг (1778—1836)                 | барон Карл-Георг (1778—1836)                 |  |  | св. князь Карл Андреевич (1767—1844)          | св. князь Карл Андреевич (1767—1844)          | св. князь Карл Андреевич (1767—1844)          | св. князь Карл Андреевич (1767—1844)          | св. князь Карл Андреевич (1767—1844)          | св. князь Карл Андреевич (1767—1844)          |  |  | св. князь Христофор Андреевич (1774—1839)             | св. князь Христофор Андреевич (1774—1839)             | св. князь Христофор Андреевич (1774—1839)             | св. князь Христофор Андреевич (1774—1839)             | св. князь Христофор Андреевич (1774—1839)             | св. князь Христофор Андреевич (1774—1839)             |  |  | св. княгиня Дарья Христофоровна (урожд. фон Бенкендорф) (1783—1857) | св. княгиня Дарья Христофоровна (урожд. фон Бенкендорф) (1783—1857) | св. княгиня Дарья Христофоровна (урожд. фон Бенкендорф) (1783—1857) | св. княгиня Дарья Христофоровна (урожд. фон Бенкендорф) (1783—1857) | св. княгиня Дарья Христофоровна (урожд. фон Бенкендорф) (1783—1857) | св. княгиня Дарья Христофоровна (урожд. фон Бенкендорф) (1783—1857) |  |  | св. князь Иван Андреевич (1775—1848)    | св. князь Иван Андреевич (1775—1848)    | св. князь Иван Андреевич (1775—1848)    | св. князь Иван Андреевич (1775—1848)    | св. князь Иван Андреевич (1775—1848)    | св. князь Иван Андреевич (1775—1848)    |  |  |                                           |                                           |                                           |                                           |                                           |                                           |  |  |                                       |                                       |                                       |                                       |                                       |                                       |  |  |  |  |  |  |  |  |
|                                       |                                       |                                       |                                       |                                       |                                       |  |  |                                              |                                              |                                              |                                              |                                              |                                              |  |  |                                               |                                               |                                               |                                               |                                               |                                               |  |  |                                                       |                                                       |                                                       |                                                       |                                                       |                                                       |  |  |                                                                     |                                                                     |                                                                     |                                                                     |                                                                     |                                                                     |  |  |                                         |                                         |                                         |                                         |                                         |                                         |  |  |                                           |                                           |                                           |                                           |                                           |                                           |  |  |                                       |                                       |                                       |                                       |                                       |                                       |  |  |  |  |  |  |  |  |
|                                       |                                       |                                       |                                       |                                       |                                       |  |  |                                              |                                              |                                              |                                              |                                              |                                              |  |  |                                               |                                               |                                               |                                               |                                               |                                               |  |  |                                                       |                                                       |                                                       |                                                       |                                                       |                                                       |  |  |                                                                     |                                                                     |                                                                     |                                                                     |                                                                     |                                                                     |  |  |                                         |                                         |                                         |                                         |                                         |                                         |  |  |                                           |                                           |                                           |                                           |                                           |                                           |  |  |                                       |                                       |                                       |                                       |                                       |                                       |  |  |  |  |  |  |  |  |
|                                       |                                       |                                       |                                       |                                       |                                       |  |  | барон Вильгельм Карлович (1800—1880)         | барон Вильгельм Карлович (1800—1880)         | барон Вильгельм Карлович (1800—1880)         | барон Вильгельм Карлович (1800—1880)         | барон Вильгельм Карлович (1800—1880)         | барон Вильгельм Карлович (1800—1880)         |  |  | св. князь Карл Карлович (1799—1881)           | св. князь Карл Карлович (1799—1881)           | св. князь Карл Карлович (1799—1881)           | св. князь Карл Карлович (1799—1881)           | св. князь Карл Карлович (1799—1881)           | св. князь Карл Карлович (1799—1881)           |  |  | св. князь Александр Карлович (1801—1880)              | св. князь Александр Карлович (1801—1880)              | св. князь Александр Карлович (1801—1880)              | св. князь Александр Карлович (1801—1880)              | св. князь Александр Карлович (1801—1880)              | св. князь Александр Карлович (1801—1880)              |  |  |                                                                     |                                                                     |                                                                     |                                                                     |                                                                     |                                                                     |  |  | св. князь Павел Иванович (1821—1881)    | св. князь Павел Иванович (1821—1881)    | св. князь Павел Иванович (1821—1881)    | св. князь Павел Иванович (1821—1881)    | св. князь Павел Иванович (1821—1881)    | св. князь Павел Иванович (1821—1881)    |  |  | св. княгиня Наталья Фёдоровна (1842—1920) | св. княгиня Наталья Фёдоровна (1842—1920) | св. княгиня Наталья Фёдоровна (1842—1920) | св. княгиня Наталья Фёдоровна (1842—1920) | св. княгиня Наталья Фёдоровна (1842—1920) | св. княгиня Наталья Фёдоровна (1842—1920) |  |  |                                       |                                       |                                       |                                       |                                       |                                       |  |  |  |  |  |  |  |  |
|                                       |                                       |                                       |                                       |                                       |                                       |  |  | барон Вильгельм Карлович (1800—1880)         | барон Вильгельм Карлович (1800—1880)         | барон Вильгельм Карлович (1800—1880)         | барон Вильгельм Карлович (1800—1880)         | барон Вильгельм Карлович (1800—1880)         | барон Вильгельм Карлович (1800—1880)         |  |  | св. князь Карл Карлович (1799—1881)           | св. князь Карл Карлович (1799—1881)           | св. князь Карл Карлович (1799—1881)           | св. князь Карл Карлович (1799—1881)           | св. князь Карл Карлович (1799—1881)           | св. князь Карл Карлович (1799—1881)           |  |  | св. князь Александр Карлович (1801—1880)              | св. князь Александр Карлович (1801—1880)              | св. князь Александр Карлович (1801—1880)              | св. князь Александр Карлович (1801—1880)              | св. князь Александр Карлович (1801—1880)              | св. князь Александр Карлович (1801—1880)              |  |  |                                                                     |                                                                     |                                                                     |                                                                     |                                                                     |                                                                     |  |  | св. князь Павел Иванович (1821—1881)    | св. князь Павел Иванович (1821—1881)    | св. князь Павел Иванович (1821—1881)    | св. князь Павел Иванович (1821—1881)    | св. князь Павел Иванович (1821—1881)    | св. князь Павел Иванович (1821—1881)    |  |  | св. княгиня Наталья Фёдоровна (1842—1920) | св. княгиня Наталья Фёдоровна (1842—1920) | св. княгиня Наталья Фёдоровна (1842—1920) | св. княгиня Наталья Фёдоровна (1842—1920) | св. княгиня Наталья Фёдоровна (1842—1920) | св. княгиня Наталья Фёдоровна (1842—1920) |  |  |                                       |                                       |                                       |                                       |                                       |                                       |  |  |  |  |  |  |  |  |
|                                       |                                       |                                       |                                       |                                       |                                       |  |  |                                              |                                              |                                              |                                              |                                              |                                              |  |  |                                               |                                               |                                               |                                               |                                               |                                               |  |  |                                                       |                                                       |                                                       |                                                       |                                                       |                                                       |  |  |                                                                     |                                                                     |                                                                     |                                                                     |                                                                     |                                                                     |  |  |                                         |                                         |                                         |                                         |                                         |                                         |  |  |                                           |                                           |                                           |                                           |                                           |                                           |  |  |                                       |                                       |                                       |                                       |                                       |                                       |  |  |  |  |  |  |  |  |
|                                       |                                       |                                       |                                       |                                       |                                       |  |  |                                              |                                              |                                              |                                              |                                              |                                              |  |  |                                               |                                               |                                               |                                               |                                               |                                               |  |  |                                                       |                                                       |                                                       |                                                       |                                                       |                                                       |  |  |                                                                     |                                                                     |                                                                     |                                                                     |                                                                     |                                                                     |  |  |                                         |                                         |                                         |                                         |                                         |                                         |  |  |                                           |                                           |                                           |                                           |                                           |                                           |  |  |                                       |                                       |                                       |                                       |                                       |                                       |  |  |  |  |  |  |  |  |
|                                       |                                       |                                       |                                       |                                       |                                       |  |  |                                              |                                              |                                              |                                              |                                              |                                              |  |  |                                               |                                               |                                               |                                               |                                               |                                               |  |  |                                                       |                                                       |                                                       |                                                       |                                                       |                                                       |  |  |                                                                     |                                                                     |                                                                     |                                                                     |                                                                     |                                                                     |  |  |                                         |                                         |                                         |                                         |                                         |                                         |  |  |                                           |                                           |                                           |                                           |                                           |                                           |  |  |                                       |                                       |                                       |                                       |                                       |                                       |  |  |  |  |  |  |  |  |
|                                       |                                       |                                       |                                       |                                       |                                       |  |  |                                              |                                              |                                              |                                              |                                              |                                              |  |  |                                               |                                               |                                               |                                               |                                               |                                               |  |  |                                                       |                                                       |                                                       |                                                       |                                                       |                                                       |  |  |                                                                     |                                                                     |                                                                     |                                                                     |                                                                     |                                                                     |  |  |                                         |                                         |                                         |                                         |                                         |                                         |  |  |                                           |                                           |                                           |                                           |                                           |                                           |  |  |                                       |                                       |                                       |                                       |                                       |                                       |  |  |  |  |  |  |  |  |
| св. князь Андрей Карлович (1798—1856) | св. князь Андрей Карлович (1798—1856) | св. князь Андрей Карлович (1798—1856) | св. князь Андрей Карлович (1798—1856) | св. князь Андрей Карлович (1798—1856) | св. князь Андрей Карлович (1798—1856) |  |  | св. княжна /св. княгиня Шарлотта (1827—1905) | св. княжна /св. княгиня Шарлотта (1827—1905) | св. княжна /св. княгиня Шарлотта (1827—1905) | св. княжна /св. княгиня Шарлотта (1827—1905) | св. княжна /св. княгиня Шарлотта (1827—1905) | св. княжна /св. княгиня Шарлотта (1827—1905) |  |  | св. князь Александр (1833—1876)               | св. князь Александр (1833—1876)               | св. князь Александр (1833—1876)               | св. князь Александр (1833—1876)               | св. князь Александр (1833—1876)               | св. князь Александр (1833—1876)               |  |  | св. князь Андрей Александрович (1839—1913)            | св. князь Андрей Александрович (1839—1913)            | св. князь Андрей Александрович (1839—1913)            | св. князь Андрей Александрович (1839—1913)            | св. князь Андрей Александрович (1839—1913)            | св. князь Андрей Александрович (1839—1913)            |  |  | св. княжна Елена Александровна (1842—1917)                          | св. княжна Елена Александровна (1842—1917)                          | св. княжна Елена Александровна (1842—1917)                          | св. княжна Елена Александровна (1842—1917)                          | св. княжна Елена Александровна (1842—1917)                          | св. княжна Елена Александровна (1842—1917)                          |  |  | св. князь Анатолий Павлович (1872—1937) | св. князь Анатолий Павлович (1872—1937) | св. князь Анатолий Павлович (1872—1937) | св. князь Анатолий Павлович (1872—1937) | св. князь Анатолий Павлович (1872—1937) | св. князь Анатолий Павлович (1872—1937) |  |  | св. князь Павел Павлович (1875—1963)      | св. князь Павел Павлович (1875—1963)      | св. князь Павел Павлович (1875—1963)      | св. князь Павел Павлович (1875—1963)      | св. князь Павел Павлович (1875—1963)      | св. князь Павел Павлович (1875—1963)      |  |  | св. княжна Софья Павловна (1880—1964) | св. княжна Софья Павловна (1880—1964) | св. княжна Софья Павловна (1880—1964) | св. княжна Софья Павловна (1880—1964) | св. княжна Софья Павловна (1880—1964) | св. княжна Софья Павловна (1880—1964) |  |  |  |  |  |  |  |  |
| св. князь Андрей Карлович (1798—1856) | св. князь Андрей Карлович (1798—1856) | св. князь Андрей Карлович (1798—1856) | св. князь Андрей Карлович (1798—1856) | св. князь Андрей Карлович (1798—1856) | св. князь Андрей Карлович (1798—1856) |  |  | св. княжна /св. княгиня Шарлотта (1827—1905) | св. княжна /св. княгиня Шарлотта (1827—1905) | св. княжна /св. княгиня Шарлотта (1827—1905) | св. княжна /св. княгиня Шарлотта (1827—1905) | св. княжна /св. княгиня Шарлотта (1827—1905) | св. княжна /св. княгиня Шарлотта (1827—1905) |  |  | св. князь Александр (1833—1876)               | св. князь Александр (1833—1876)               | св. князь Александр (1833—1876)               | св. князь Александр (1833—1876)               | св. князь Александр (1833—1876)               | св. князь Александр (1833—1876)               |  |  | св. князь Андрей Александрович (1839—1913)            | св. князь Андрей Александрович (1839—1913)            | св. князь Андрей Александрович (1839—1913)            | св. князь Андрей Александрович (1839—1913)            | св. князь Андрей Александрович (1839—1913)            | св. князь Андрей Александрович (1839—1913)            |  |  | св. княжна Елена Александровна (1842—1917)                          | св. княжна Елена Александровна (1842—1917)                          | св. княжна Елена Александровна (1842—1917)                          | св. княжна Елена Александровна (1842—1917)                          | св. княжна Елена Александровна (1842—1917)                          | св. княжна Елена Александровна (1842—1917)                          |  |  | св. князь Анатолий Павлович (1872—1937) | св. князь Анатолий Павлович (1872—1937) | св. князь Анатолий Павлович (1872—1937) | св. князь Анатолий Павлович (1872—1937) | св. князь Анатолий Павлович (1872—1937) | св. князь Анатолий Павлович (1872—1937) |  |  | св. князь Павел Павлович (1875—1963)      | св. князь Павел Павлович (1875—1963)      | св. князь Павел Павлович (1875—1963)      | св. князь Павел Павлович (1875—1963)      | св. князь Павел Павлович (1875—1963)      | св. князь Павел Павлович (1875—1963)      |  |  | св. княжна Софья Павловна (1880—1964) | св. княжна Софья Павловна (1880—1964) | св. княжна Софья Павловна (1880—1964) | св. княжна Софья Павловна (1880—1964) | св. княжна Софья Павловна (1880—1964) | св. княжна Софья Павловна (1880—1964) |  |  |  |  |  |  |  |  |
|                                       |                                       |                                       |                                       |                                       |                                       |  |  |                                              |                                              |                                              |                                              |                                              |                                              |  |  |                                               |                                               |                                               |                                               |                                               |                                               |  |  |                                                       |                                                       |                                                       |                                                       |                                                       |                                                       |  |  |                                                                     |                                                                     |                                                                     |                                                                     |                                                                     |                                                                     |  |  |                                         |                                         |                                         |                                         |                                         |                                         |  |  |                                           |                                           |                                           |                                           |                                           |                                           |  |  |                                       |                                       |                                       |                                       |                                       |                                       |  |  |  |  |  |  |  |  |
|                                       |                                       |                                       |                                       |                                       |                                       |  |  |                                              |                                              |                                              |                                              |                                              |                                              |  |  | св. князь Александр Александрович (1860—1914) | св. князь Александр Александрович (1860—1914) | св. князь Александр Александрович (1860—1914) | св. князь Александр Александрович (1860—1914) | св. князь Александр Александрович (1860—1914) | св. князь Александр Александрович (1860—1914) |  |  | св. князь Александр Андреевич (1860—1901)             | св. князь Александр Андреевич (1860—1901)             | св. князь Александр Андреевич (1860—1901)             | св. князь Александр Андреевич (1860—1901)             | св. князь Александр Андреевич (1860—1901)             | св. князь Александр Андреевич (1860—1901)             |  |  |                                                                     |                                                                     |                                                                     |                                                                     |                                                                     |                                                                     |  |  |                                         |                                         |                                         |                                         |                                         |                                         |  |  | св. князь Александр Павлович (1919—1988)  | св. князь Александр Павлович (1919—1988)  | св. князь Александр Павлович (1919—1988)  | св. князь Александр Павлович (1919—1988)  | св. князь Александр Павлович (1919—1988)  | св. князь Александр Павлович (1919—1988)  |  |  |                                       |                                       |                                       |                                       |                                       |                                       |  |  |  |  |  |  |  |  |
|                                       |                                       |                                       |                                       |                                       |                                       |  |  |                                              |                                              |                                              |                                              |                                              |                                              |  |  | св. князь Александр Александрович (1860—1914) | св. князь Александр Александрович (1860—1914) | св. князь Александр Александрович (1860—1914) | св. князь Александр Александрович (1860—1914) | св. князь Александр Александрович (1860—1914) | св. князь Александр Александрович (1860—1914) |  |  | св. князь Александр Андреевич (1860—1901)             | св. князь Александр Андреевич (1860—1901)             | св. князь Александр Андреевич (1860—1901)             | св. князь Александр Андреевич (1860—1901)             | св. князь Александр Андреевич (1860—1901)             | св. князь Александр Андреевич (1860—1901)             |  |  |                                                                     |                                                                     |                                                                     |                                                                     |                                                                     |                                                                     |  |  |                                         |                                         |                                         |                                         |                                         |                                         |  |  | св. князь Александр Павлович (1919—1988)  | св. князь Александр Павлович (1919—1988)  | св. князь Александр Павлович (1919—1988)  | св. князь Александр Павлович (1919—1988)  | св. князь Александр Павлович (1919—1988)  | св. князь Александр Павлович (1919—1988)  |  |  |                                       |                                       |                                       |                                       |                                       |                                       |  |  |  |  |  |  |  |  |
|                                       |                                       |                                       |                                       |                                       |                                       |  |  |                                              |                                              |                                              |                                              |                                              |                                              |  |  |                                               |                                               |                                               |                                               |                                               |                                               |  |  |                                                       |                                                       |                                                       |                                                       |                                                       |                                                       |  |  |                                                                     |                                                                     |                                                                     |                                                                     |                                                                     |                                                                     |  |  |                                         |                                         |                                         |                                         |                                         |                                         |  |  |                                           |                                           |                                           |                                           |                                           |                                           |  |  |                                       |                                       |                                       |                                       |                                       |                                       |  |  |  |  |  |  |  |  |
|                                       |                                       |                                       |                                       |                                       |                                       |  |  |                                              |                                              |                                              |                                              |                                              |                                              |  |  |                                               |                                               |                                               |                                               |                                               |                                               |  |  | протоиерей св. князь Андрей Александрович (1884—1949) | протоиерей св. князь Андрей Александрович (1884—1949) | протоиерей св. князь Андрей Александрович (1884—1949) | протоиерей св. князь Андрей Александрович (1884—1949) | протоиерей св. князь Андрей Александрович (1884—1949) | протоиерей св. князь Андрей Александрович (1884—1949) |  |  | св. князь Пётр Александрович (1887—1943)                            | св. князь Пётр Александрович (1887—1943)                            | св. князь Пётр Александрович (1887—1943)                            | св. князь Пётр Александрович (1887—1943)                            | св. князь Пётр Александрович (1887—1943)                            | св. князь Пётр Александрович (1887—1943)                            |  |  | св. князь Доминик (род. 1952)           | св. князь Доминик (род. 1952)           | св. князь Доминик (род. 1952)           | св. князь Доминик (род. 1952)           | св. князь Доминик (род. 1952)           | св. князь Доминик (род. 1952)           |  |  | св. князь Анатоль (род. 1960)             | св. князь Анатоль (род. 1960)             | св. князь Анатоль (род. 1960)             | св. князь Анатоль (род. 1960)             | св. князь Анатоль (род. 1960)             | св. князь Анатоль (род. 1960)             |  |  |                                       |                                       |                                       |                                       |                                       |                                       |  |  |  |  |  |  |  |  |
|                                       |                                       |                                       |                                       |                                       |                                       |  |  |                                              |                                              |                                              |                                              |                                              |                                              |  |  |                                               |                                               |                                               |                                               |                                               |                                               |  |  | протоиерей св. князь Андрей Александрович (1884—1949) | протоиерей св. князь Андрей Александрович (1884—1949) | протоиерей св. князь Андрей Александрович (1884—1949) | протоиерей св. князь Андрей Александрович (1884—1949) | протоиерей св. князь Андрей Александрович (1884—1949) | протоиерей св. князь Андрей Александрович (1884—1949) |  |  | св. князь Пётр Александрович (1887—1943)                            | св. князь Пётр Александрович (1887—1943)                            | св. князь Пётр Александрович (1887—1943)                            | св. князь Пётр Александрович (1887—1943)                            | св. князь Пётр Александрович (1887—1943)                            | св. князь Пётр Александрович (1887—1943)                            |  |  | св. князь Доминик (род. 1952)           | св. князь Доминик (род. 1952)           | св. князь Доминик (род. 1952)           | св. князь Доминик (род. 1952)           | св. князь Доминик (род. 1952)           | св. князь Доминик (род. 1952)           |  |  | св. князь Анатоль (род. 1960)             | св. князь Анатоль (род. 1960)             | св. князь Анатоль (род. 1960)             | св. князь Анатоль (род. 1960)             | св. князь Анатоль (род. 1960)             | св. князь Анатоль (род. 1960)             |  |  |                                       |                                       |                                       |                                       |                                       |                                       |  |  |  |  |  |  |  |  |
|                                       |                                       |                                       |                                       |                                       |                                       |  |  |                                              |                                              |                                              |                                              |                                              |                                              |  |  |                                               |                                               |                                               |                                               |                                               |                                               |  |  | (св. княжна Ольга) игуменья Серафима (1913—2004)      |                                                       |                                                       |                                                       |                                                       |                                                       |  |  |                                                                     |                                                                     |                                                                     |                                                                     |                                                                     |                                                                     |  |  |                                         |                                         |                                         |                                         |                                         |                                         |  |  |                                           |                                           |                                           |                                           |                                           |                                           |  |  |                                       |                                       |                                       |                                       |                                       |                                       |  |  |  |  |  |  |  |  |